# Aphnaeus rex
Aphnaeus rex är en fjärilsart som beskrevs av Aurivillius 1909. Aphnaeus rex ingår i släktet Aphnaeus och familjen juvelvingar. Inga underarter finns listade i Catalogue of Life.